# 西郷郵便局 (島根県)
西郷郵便局（さいごうゆうびんきょく）は、島根県隠岐郡隠岐の島町にある郵便局。民営化前の分類では集配特定郵便局であった。

## 概要
住所：〒685-8799 島根県隠岐郡隠岐の島町西町八尾の一55

### 出張所（局外ATM）
民営化前は以下の場所に出張所としてATMを設置していた。現在も同じ場所にATMがあるが、管理はゆうちょ銀行広島支店となっている。
- はっとり内出張所

## 沿革
- 1872年8月4日（明治5年7月1日） - 西郷郵便取扱所として開設[1]。
- 1874年（明治7年） - 目貫（めぬい）郵便取扱所に改称。同年、目貫郵便役所となる。
- 1875年（明治8年）1月1日 - 目貫郵便局（四等）となる。同年10月、西郷港郵便局に改称。
- 1876年（明治9年）5月 - 為替取扱を開始。
- 1879年（明治12年） - 貯金取扱を開始。
- 1890年（明治23年）4月1日 - 西郷郵便局に改称。
- 1898年（明治31年）2月11日 - 西郷郵便電信局となる。
- 1903年（明治36年）4月1日 - 通信官署官制の施行に伴い西郷郵便局となる。
- 1957年（昭和32年）3月24日 - 電話通話および和文電報受付事務の取扱を開始[2]。
- 1999年（平成11年） - 外国通貨の両替および旅行小切手の売買に関する業務取扱を開始。
- 2001年（平成13年）7月1日 - 普通郵便局から特定郵便局へ局種改定。
- 2006年（平成18年）10月16日 - 布施郵便局（〒685-0499→〒685-0412）、五箇郵便局（〒685-0399→〒685-0301）、都万郵便局（〒685-0199→〒685-0104）から集配業務を移管[3]。
- 2007年（平成19年）3月5日 - ゆうゆう窓口を廃止。
- 2007年（平成19年）10月1日 - 民営化に伴い、併設された郵便事業米子支店西郷集配センターに一部業務を移管。
- 2012年（平成24年）10月1日 - 日本郵便株式会社発足に伴い、郵便事業米子支店西郷集配センターを西郷郵便局に統合。

## 取扱内容
- 郵便、印紙、ゆうパック、内容証明
- 貯金、為替、振替、振込、国際送金、国債
- 生命保険、バイク自賠責保険
- ゆうちょ銀行ATM
- 隠岐の島町内全域（〒685-00xx、685-85xx、685-86xx、685-87xx、685-01xx、685-03xx、685-04xx）の集配業務

## 周辺
- 隠岐合同庁舎
- 隠岐海上保安署

## アクセス
- 西郷港フェリー乗り場から徒歩約3分
- 隠岐一畑交通バス ポートプラザ停留所下車
- 隠岐空港ターミナルビルから北へ約5.5km
- 駐車場あり：6台